# Prava LGBT osoba u Europskoj uniji
LGBT prava u Europskoj uniji zaštićena su ugovorima i zakonom Europske unije. Istospolna seksualna aktivnost zakonita je u svim državama EU, a diskriminacija pri zapošljavanju zabranjena je od 2000. godine. Međutim, države članice EU imaju drugačije zakone kada je u pitanju veća zaštita, istospolna građanska zajednica, istospolni brak i posvojenje djece od strane istopolnih parova. 

## Zaštite usvojene Ugovorima
Ugovor o funkcioniranju Europske unije sadrži u člancima 10. i 19. odredbe za borbu protiv diskriminacije na temelju seksualne orijentacije. Te su odredbe usvojene Amsterdamskim ugovorom 1999. godine.
Nadalje, člankom 21. Povelje o temeljnim pravima stoji da je „zabranjena svaka diskriminacija na temelju bilo kojeg temelja poput [...] seksualne orijentacije“. Povelja je dogovorena 2000. godine i postala je pravno obvezujuća 2009. godine.

## Zakonodavna zaštita
Nakon uključivanja gore spomenutih odredbi iz Amsterdamskog ugovora Direktiva o uspostavi općeg okvira za jednako postupanje pri zapošljavanju i obavljanju zanimanja stupila je na snagu 2000. godine. Ova je okvirna direktiva primorala sve države članice Unije da u roku od tri godine usvoje antidiskriminacijsko zakonodavstvo koje mora sadržavati i odredbe za zaštitu ljudi u području zapošljavanja. To zakonodavstvo moralo je sadržavati odredbe za zaštitu ljudi od diskriminacije na osnovu seksualne orijentacije. 
To u praksi štiti građane EU od odbijanja posla ili otpuštanja zbog njihove seksualne orijentacije. Također ih štiti da ih kolege ne uznemiravaju zbog seksualne orijentacije. To ne uključuje odbijanje medicinske usluge ili liječenja, odbijanje dvokrevetne sobe u hotelu, zaštitu od nasilja u školi i odbijanje programa socijalnog osiguranja (npr. Mirovine preživjelih i financijsku pomoć njegovateljima). Međutim u tim se okolnostima zaštita pruža prema zakonodavstvu EU-a na temelju rase ili spola.

### Predložena direktiva
Predloženi europski zakon o suzbijanju diskriminacije zabranio bi diskriminaciju u područjima socijalne zaštite, socijalnih prednosti, obrazovanja i pristupa opskrbi robom, na temelju vjerskog uvjerenja, invaliditeta, starosti i seksualne orijentacije. No direktiva je zastala u Vijeću, usprkos snažnoj podršci Europskog parlamenta.

### Prava transrodnih osoba
Pravo Europske unije trenutno ima drugačiji pristup transrodnim pitanjima. Unatoč tome što je Europski parlament već 1989. godine usvojio rezoluciju o pravima transrodnih osoba, transrodni identitet nije uključen u financiranje od strane EU-a i nije spomenut u zakonu o osnivanju Europskog instituta za ravnopravnost spolova (EIGE) dok seksualna orijentacija jest. Međutim, sudska praksa Europskog suda pruža određenu zaštitu tumačenjem diskriminacije na temelju "spola", da se odnosi i na ljude koji su bili podvrgnuti terapijom promjene spola. Stoga se svi propisi EU o spolnoj diskriminaciji primjenjuju i na transrodne osobe. 2002. godine revidirana je Direktiva o jednakom postupanju iz 1976. godine koja uključuje diskriminaciju na temelju rodnog identiteta, kako bi odražavala sudsku praksu te direktive.

### Prava intersex osoba
U veljači 2019. Europski parlament usvojio je rezoluciju o pravima interseksualaca. Rezolucijom se pozivaju države članice Europske unije da usvoje bolje politike koje štite interseksualne pojedince, posebno od nepotrebnih operacija i diskriminacije. U njemu je rečeno da parlament "oštro osuđuje tretmane i operaciju koja normaliziraju spol; pozdravlja zakone koji zabranjuju takvu operaciju, kao na Malti i u Portugalu, te potiče ostale države članice da što prije usvoje slično zakonodavstvo". Rezolucijom se također traži pravno priznavanje roda na temelju samoodređenja. Također potvrđuje da su interseksualni ljudi „izloženi višestrukim slučajevima nasilja i diskriminacije u Europskoj uniji” i poziva Europsku komisiju i države članice da predlože zakone za rješavanje ovih pitanja. Također uključuje potrebu odgovarajućeg savjetovanja i podrške za interseksualne osobe i njihove obitelji, mjere za zaustavljanje stigme i patologizacije s kojima se susreću interseksualne osobe i povećanje financiranja organizacija civilnog društva pod vodstvom interseksa.

## Ostala djelovanja
Između 2001. i 2006., Akcijski program Zajednice za borbu protiv diskriminacije uključivao je potrošnju u iznosu od 100 milijuna eura za borbu protiv diskriminacije na mnogim područjima, uključujući i seksualnu orijentaciju.
Europska komisija je 2009. godine u Litvi uklonila zakon koji uključuje homofobni jezik i također podržala gay paradu ponosa u toj zemlji.  

## Vanjski odnosi
U lipnju 2010. gopdine Vijeće Europske unije usvojilo je neobvezujući skup alata za promicanje ljudskih prava LGBT osoba.
U lipnju 2013.godine Vijeće ga je nadogradilo obvezujućim LGBTI smjernicama, upućujući diplomate EU širom svijeta da brane ljudska prava LGBTI osoba.

## Istospolni brak
██ Brak
██ Građanske zajednice slične braku
██ Građanske zajednice s limitiranim pravima
██ Registrirane izvanbračne zajednice
██ Pravo boravišta za strane supružnike
Istopolni brak legaliziran je u Austriji, Belgiji, Danskoj, Finskoj, Francuskoj, Njemačkoj, Irskoj, Luksemburgu, Malti, Nizozemskoj, Portugalu, Španjolskoj i Švedskoj. Istospolne građanske zajednice legalizirane su u Austriji, Belgiji, Hrvatskoj, Cipru, Češkoj, Estoniji, Francuskoj, Grčkoj, Mađarskoj, Italiji, Luksemburgu, Nizozemskoj i Sloveniji. U Danskoj, Švedskoj i Finskoj, građanska partnerstva bila su zakonita između 1989. i 2012., te između 1995. i 2009., odnosno između 2002. i 2017. godine. U Njemačkoj su registrirana životna partnerstva bila zakonita između 2001. i 2017. godine. U Irskoj su građanska partnerstva bila zakonita između 2011. i 2015. godine. Međutim, postojeće civilne zajednice / registrirana životna partnerstva i dalje su priznata u svim tim zemljama. 
Bugarska, Hrvatska, Mađarska, Latvija, Litva, Poljska i Slovačka ustavno su definirale brak kao zajednicu muškarca i žene. 
Pravo Europske unije (Direktiva o građanskim pravima 2004/38 /EZ) zahtijeva da one države članice koje su legalizirale istospolna partnerstva međusobno priznaju istospolna partnerstva sklopljena u ostalim zemljama članicama u svrhu slobode kretanja. Europski parlament je odobrio izvješće koje poziva na uzajamno priznavanje.
Prema sudskoj praksi Europskog suda pravde koja se temelji na Okvirnoj direktivi o ravnopravnosti pri zapošljavanju, zaposlenicima koji su u zajednici s istospolnim partnerom moraju biti dodijeljene iste pogodnosti kao njihovim kolegama koje su dodijeljene nakon njihovog (heteroseksualnog) braka, gdje brak nije moguć za istospolne parove. Sud je ovo načelo utvrdio 2008. godine u slučaju Tadao Maruko protiv Versorgungsanstalt der deutschen Bühnen s obzirom na njemačko registrirano životno partnerstvo. U prosincu 2013. Sud je to potvrdio u predmetu Frédéric Hay v. Crédit Agricole mutuel (C-267/12) s obzirom na francuski pakt o građanskoj solidarnosti, koji je znatno inferiorniji u odnosu na brak od njemačkog registriranog životnog partnerstva.
Također, prema Europskom sudu u slučaju Coman i drugi, presudom od 5. lipnja 2018. „supružnik“ (ili partner ili bilo koji drugi član obitelji) u Direktivi o slobodnom kretanju (2004/38 / EZ) uključuje (stranog) istospolnog supružnika; države članice moraju dodijeliti pravo boravka (stranom) istospolnom supružniku državljanina Europske unije.

## Pretvorbena terapija
U ožujku 2018. većina zastupnika u Europskom parlamentu donijela je rezoluciju na 435-109 glasova kojom je osudila terapiju konverzije i pozvala države članice Europske unije da zabrane tu praksu. Izvješće koje je Intergrupa Europskog parlamenta objavila o LGBT pravima nakon donošenja mjere navodi da "trenutno samo Malta i neke regije u Španjolskoj izričito zabranjuju terapiju LGBTI konverzije."

## Zakoni država članica o seksualnoj orijentaciji
Za detalje pogledajte: LGBT prava u Europi
Otvoreno gay ljudi smiju služiti u vojsci svake zemlje Europske unije od 2018. godine. 
U prosincu 2016. Malta je postala prva zemlja u EU - kao i u Europi - koja je zabranila terapiju konverzije.
| LGBT prava u zemlji članici: | Priznavanje neregistriranog zajedničkog suživota istospolnih partnera (kohabitacija)             | Istospolna zajednica                           | Brak                                            | Posvajanje djece                                                                                      | Antidiskriminacijski zakoni | Zakoni vezani uz zločin iz mržnje/govor mržnje |
| ---------------------------- | ------------------------------------------------------------------------------------------------ | ---------------------------------------------- | ----------------------------------------------- | --- | --------------------------- | ---------------------------------------------- |
| Austrija                     | Da (Od 2003.)                                                                                    | Da (Registrirano Partnerstvo od 2010. godine)  | Da (Od 2019. godine))                           | Da (Od 2016. godine)                                                                                  | Svi                         | Da                                             |
| Belgija                      | Ne                                                                                               | Da (Legalna Kohabitacija od 2000. godine)      | Da (Od 2003. godine)                            | Da (Od 2006. godine)                                                                                  | Svi                         | Da                                             |
| Bugarska                     | Ne                                                                                               | Ne                                             | Ustavna zabrana od 1991. godine                 | Ne | Svi                         | Ne                                             |
| Hrvatska                     | Da (Od 2003. godine)                                                                             | Da (Životno partnerstvo od 2014. godine)       | Ustavna zabrana od 2013. godine                 | Partnerska skrb                                                                                       | Svi                         | Da                                             |
| Cipar                        | Ne                                                                                               | Da (Građanska Kohabitacija od 2015. godine)    | Ne                                              | Ne | Svi                         | Da                                             |
| Češka Republika              | Da (Od 2001. godine)                                                                             | Da (Registrirano Partnerstvo od 2006. godine)  | Ne (u tijeku)                                   | Ne (u tijeku)                                                                                         | Svi                         | Ne                                             |
| Danska                       | Da (Od 1986. godine)                                                                             | Da                                             | Da (Od 2012. godine)                            | Da (Od 2010. godine)                                                                                  | Svi                         | Da                                             |
| Estonija                     | Ne                                                                                               | Da (Kohabitacijski Dogovor od 2016. godine)    | Da                                              | Posvojenje u obliku pastorčadi od 2016. godine                                                        | Svi                         | Da                                             |
| Finska                       | Ne                                                                                               | Da                                             | Da (Od 2017. godine)                            | Da (Od 2017. godine)                                                                                  | Svi                         | Da                                             |
| Francuska                    | Da (Od 1999. godine)                                                                             | Da (Građanski Solidarski Pakt od 1999. godine) | Da (Od 2013. godine)                            | Da (Od 2013. godine)                                                                                  | Svi                         | Da                                             |
| Njemačka                     | Ne                                                                                               | Da                                             | Da (Od 2017. godine)                            | Da (Od 2017. godine)                                                                                  | Ne svi                      | Da                                             |
| Grčka                        | Ne                                                                                               | Da (Kohabitacijski dogovor od 2015. godine)    | Ne                                              | LGBT osobe mogu posvojiti kao pojedinci a njihovi istospolni partneri mogu postati partneri-skrbnici. | Svi                         | Da                                             |
| Mađarska                     | Da (Od 1996. godine)                                                                             | Da (Registrirano Partnerstvo od 2009. godine)  | Ne Ustavna zabrana od 2012. godine              | Ne | Svi                         | Da                                             |
| Irska                        | Da (Od 2011. godine)                                                                             | Da                                             | Da (Od 2015. godine)                            | Da (Od 2015. godine)                                                                                  | Svi                         | Da                                             |
| Italija                      | Da (Od 2016. godine)                                                                             | Da (Građanske Zajednice od 2016. godine)       | Jedan istospolni brak je priznat u 2017. godini | Usvajanje djece kao pastorčadi priznato od strane Kasacijskog suda 2016. godine                       | Ne svi                      | Ne                                             |
| Latvija                      | Ne                                                                                               | Ne                                             | Ustavna zabrana od 2006. godine                 | Ne | Ne svi                      | Ne                                             |
| Litva                        | Ne                                                                                               | Ne                                             | Ustavna zabrana od 1992. godine                 | Ne | Svi                         | Da                                             |
| Luksemburg                   | Ne                                                                                               | Da (Registrirano Partnerstvo od 2004. godine)  | Da (Od 2015. godine)                            | Da (Od 2015. godine)                                                                                  | Svi                         | Da                                             |
| Malta                        | Da (Od 2017. godine)                                                                             | Da (Građanska Zajednica od 2014. godine)       | Da (Od 2017. godine)                            | Da (Od 2014. godine)                                                                                  | Svi                         | Da                                             |
| Nizozemska                   | Da (Od 1979. godine)                                                                             | Da (Registrirano Partnerstvo od 1998. godine)  | Da (Od 2001. godine)                            | Da | Svi                         | Da                                             |
| Poljska                      | Da (Od 2012. godine)                                                                             | Ne                                             | Ustavna zabrana od 1997. godine                 | Ne | Ne svi                      | Ne                                             |
| Portugal                     | Da (Od 2001. godine)                                                                             | Da                                             | Da (Od 2010. godine)                            | Da (Od 2016. godine)                                                                                  | Svi                         | Da                                             |
| Rumunjska                    | Ne                                                                                               | Ne                                             | Ne                                              | Ne | Svi                         | Da                                             |
| Slovačka                     | Da (Ograničena prava za "blisku osobu" priznata po građanskom i kaznenom zakonu od 2018. godine) | Ne                                             | Ustavna zabrana od 2014. godine                 | Ne | Svi                         | Da                                             |
| Slovenija                    | Da (Od 2006. godine)                                                                             | Da (Registrirano Partnerstvo od 2017. godine)  | Ne                                              | Usvajanje djece kao pastorčadi od 2011. godine                                                        | Svi                         | Da                                             |
| Španjolska                   | Da (Od 1995. godine)                                                                             | Da (Svi dijelovi zemlje od 2018. godinie)      | Da (Od 2005. godine)                            | Da | Svi                         | Da                                             |
| Švedska                      | Da (Od 1988. godine)                                                                             | Da                                             | Da (Od 2009. godine)                            | Da (Od 2002. godine)                                                                                  | Svi                         | Da                                             |

Udio ispitanika po zemljama koji su se složili sa sljedećim izjavama Eurobarometra o diskriminaciji 2019. godine.
| Zemlja članica  | "Gay, lezbijke i biseksualne osobe trebale bi imati ista prava kao i heteroseksualne osobe" | "Nema ništa loše u seksualnom odnosu između dvije osobe istog spola " | "Istospolni brakovi trebali bi biti dozvoljeni u cijeloj Europi " | Promjena u odnosu na 2015. godinu za posljednju izjavu |
| --------------- | ------------------------------------------------------------------------------------------- | --------------------------------------------------------------------- | ----------------------------------------------------------------- | ------------------------------------------------------ |
| EU              | 76%                                                                                         | 72%                                                                   | 69%                                                               | +8                                                     |
| Austrija        | 70%                                                                                         | 66%                                                                   | 66%                                                               | +4                                                     |
| Belgija         | 84%                                                                                         | 82%                                                                   | 82%                                                               | +5                                                     |
| Bugarska        | 39%                                                                                         | 20%                                                                   | 16%                                                               | -1                                                     |
| Hrvatska        | 44%                                                                                         | 36%                                                                   | 39%                                                               | +2                                                     |
| Cipar           | 63%                                                                                         | 40%                                                                   | 36%                                                               | -1                                                     |
| Češka Republika | 57%                                                                                         | 57%                                                                   | 48%                                                               | -9                                                     |
| Danska          | 89%                                                                                         | 90%                                                                   | 89%                                                               | +2                                                     |
| Estonija        | 53%                                                                                         | 49%                                                                   | 41%                                                               | +10                                                    |
| Finska          | 80%                                                                                         | 79%                                                                   | 76%                                                               | +10                                                    |
| Francuska       | 85%                                                                                         | 85%                                                                   | 79%                                                               | +8                                                     |
| Njemačka        | 88%                                                                                         | 86%                                                                   | 84%                                                               | +18                                                    |
| Grčka           | 64%                                                                                         | 44%                                                                   | 39%                                                               | +6                                                     |
| Mađarska        | 48%                                                                                         | 41%                                                                   | 33%                                                               | -6                                                     |
| Irska           | 83%                                                                                         | 80%                                                                   | 79%                                                               | -1                                                     |
| Italija         | 68%                                                                                         | 59%                                                                   | 58%                                                               | +3                                                     |
| Latvija         | 49%                                                                                         | 25%                                                                   | 24%                                                               | +5                                                     |
| Litva           | 53%                                                                                         | 35%                                                                   | 30%                                                               | +6                                                     |
| Luksemburg      | 87%                                                                                         | 88%                                                                   | 85%                                                               | +10                                                    |
| Malta           | 73%                                                                                         | 73%                                                                   | 67%                                                               | +2                                                     |
| Nizozemska      | 97%                                                                                         | 92%                                                                   | 92%                                                               | +1                                                     |
| Poljska         | 49%                                                                                         | 49%                                                                   | 45%                                                               | +17                                                    |
| Portugal        | 78%                                                                                         | 69%                                                                   | 74%                                                               | +13                                                    |
| Rumunjska       | 38%                                                                                         | 29%                                                                   | 29%                                                               | +8                                                     |
| Slovačka        | 31%                                                                                         | 29%                                                                   | 20%                                                               | -4                                                     |
| Slovenija       | 64%                                                                                         | 60%                                                                   | 62%                                                               | +8                                                     |
| Španjolska      | 91%                                                                                         | 89%                                                                   | 86%                                                               | +2                                                     |
| Švedska         | 98%                                                                                         | 95%                                                                   | 92%                                                               | +2                                                     |